# Leucania melania
Leucania melania là một loài bướm đêm trong họ Noctuidae.